# Pilocrocis purpurascens
Pilocrocis purpurascens là một loài bướm đêm trong họ Crambidae.